# Пьотър Румянцев
Пьотър Александрович Румянцев-Задунайски (на руски: Пётр Александрович Румянцев-Задунайский) е руски граф (от 1744), пълководец и военен теоретик. 
През Седемгодишната война е генерал-фелдмаршал (от 1770) и командвал завземането на град Колберг.
Той е главнокомандващ на руската армия през Руско-турска война (1768 – 1774 г.). За своята победа срещу турците при битката край Ларага и битката край Кахул, които довели до сключването на изгодния за Русия Кючуккайнарджийски мирен договор, той е удостоен с прозвището „Задунайски“ (от руски на български: Заддунавски).
Син е на сподвижника на Петър Велики – Александър Румянцев и баща на Николай Румянцев – канцлер на Руската империя, министър при Александър I и меценат.
Ползва се от особеното разположение на император Петър III. Когато на престола се качва императрица Екатерина II, Румянцев, предполагайки, че с неговата кариера е свършено, подава оставка. Тя го задържа на служба и през 1764 г., след уволнението от длъжност на Кирил Разумовски, го назначава за генерал-губернатор на Малоруското губернаторство, като му дава обширни инструкции, според които той трябвало да помогне за обединението на Малорусия (днешна Украйна) с Русия в административно отношение.

Като един от най-големите земевладелци в страната, той прекарва последните години от живота си в многобройните си поместия: Гомел, Велики Топали, Качанивка, Вишенки, Ташан и Троицко-Кайнарджи; огромното му състояние му позволява неуморно да ги благоустроява. Големите имения се намирали в различни градове и региони на страната (днес в Русия, Украйна и Беларус).
- Дворец в село Вишенки (днес в Черниговска област на Украйна)
- Чертеж на двореца на Румянцеви в имението „Троицкое-Кайнарджи“ край село Павлино в Московска област.
- Параклис-мавзолей на Румянцев в имението „Троицкое-Кайнарджи“ край село Павлино в Московска област.
- Дворец на Румянцеви–Паскевичи в град Гомел (днес в Беларус)
- Дворецът в село Велика Топал (Брянска област на Русия)
- Дворец „Качановка“ в село Качановка (днес: Черниговска област на Украйна)